# Potepuh
Potepuh (angleško The Tramp ali The Little Tramp) je najbolj znan filmski lik angleškega komika Charlieha Chaplina in prepoznavna ikona filmskega sveta, prevladujoča v obdobju nemega filma.
Potepuh je v izvedbi Chaplina otročji in nespreten, toda na splošno dobrosrčen lik, najpogosteje prikazan kot revni postopač, ki si prizadeva obnašati z oliko in dostojnostjo kavalirja, svojemu družbenemu položaju navkljub. Čeprav je občasno pripravljen služiti s ponujenim delom, pa uporabi tudi prebrisanost, da pridobi potrebno za preživetje in pobegne organom oblasti, ki njegovih norčij ne tolerirajo. V Chaplinovih filmih Potepuh ni vedno prikazan kot revni postopač. Lik (»Majhen falot«, kot mu je pravil sam) je redko naveden v filmu z imenom, včasih je naveden kot »Charlie« ali še redkeje, kot je v prvotni nemi različici filma Zlata mrzlica, »mali smešni potepuh«.

## Zgodovina
Lik Potepuha je Chaplin ustvaril nenačrtovano, ko si je v Keystone Studiosu Macka Sennetta oblačil kostum za kratki film  Mabel's Strange Predicament. To je bil prvi film, v katerem je nastopil Potepuh, toda drugi film, prav tako z likom Potepuha, je bil izdan dva dni prej. Tako je bil javni debi lika v komičnem filmu Keystonea Kid Auto Races at Venice (izdanem 7. februarja 1914; Mabel's Strange Predicament, posnet pred tem, je izšel 9. februarja 1914). Chaplin je v vlogi Potepuha hitro postal najbolj znan igralec studia Keystone. Nadaljeval je s to vlogo v desetinah kasnejših kratkih filmih in za tem tudi več celovečernih filmih (le v peščici filmov je zaigral v drugačni vlogi).
Potepuh je prepoznavna ikona nemega filma in velja za mednarodni lik; ko se je konec dvajsetih let začelo obdobje zvočnega filma, Chaplin ni želel posneti zvočnega filma s Potepuhom. Film Luči velemesta iz leta 1931 je brez dialogov. Chaplin je uradno opustil lik s filmom Moderni časi iz leta 1936, ko Potepuh v primernem zaključnem prizoru odkoraka po neskončni cesti proti obzorju. Film je bil delno zvočni in je pogosto naveden kot zadnji nemi film. Potepuh ne spregovori do zadnjega dela filma, ko je mogoče prvič slišati njegov glas, čeprav le v pesmi odpeti v žlobodranščini. Na ta način je lik končno dobil glas, toda ni ogrozil svoje povezanosti z nemim filmom.
V filmu Veliki diktator, prvem njegovem filmu po Modernih časih, igra Chaplin dvojno vlogo diktatorja in židovskega brivca. Čeprav je sam odločno zanikal povezavo med Potepuhom in brivcem, pa ta zadrži Potepuhove brke, klobuk in splošni izgled. Kljub nekaterim nemim prizorom, vključujoč tistega, v katerem brivec nosi potepuhov plašč, klobuk melono in palico, skozi celoten film govori (s Chaplinovim britanskim naglasom), tudi v čustvenem pozivu za mir, ki velja za Chaplinov osebni poziv.
Leta 1915 so bile v Chaplinovih filmih Potepuh in Banka ustvarjene značilnosti lika. Čeprav se ob koncu Potepuh otrese razočaranj in nadaljuje brezskrbno, čustvena nota leži v njegovem upanju na stalno preobrazbo preko ljubezni in njegovi neuspešnosti v tem pogledu.

## Karakterizacija
Zunanji izgled Potepuha vključuje ohlapne hlače, tesen plašč, majhen klobuk melona, velik par čevljev, palico in brčice. Zaradi neprimernih oblačil hodi nenavadno in neudobno; oblačila so iz druge roke ali pa so njegova, a si ne more privoščiti novih. V preteklosti mu je morda šlo bolje, toda ohranja vedenje uglednega posameznika; če se obnaša tako, lahko tudi verjame, da je sam tak ali vsaj lahko ohranja upanje, da bo nekega dne to ponovno ponovno postal.
Običajno je žrtev okoliščin in naključij, včasih pa se stvari obrnejo tudi njemu v prid. v Modernih časih pobere rdečo zastavo, ki je padla s tovornjaka, in začne z njo mahati tovornjaku, da bi jo vrnil, toda ob tem nevede in nehote postane voditelj skupine stavkajočih delavcev in konča v zaporu. Tam občasno po nesreči zaužije »nosni prašek« (kokain), zaradi česar se ne vrne v svojo celico. Ko pa se, prepreči nekaterim jetnikom pobeg, s čimer reši življenje paznikom. Zaradi tega ga izpustijo, toda Potepuh bi raje ostal v zaporu, ker je ta boljši od resničnega sveta zunaj.

## Pomen
Chaplinova socialna sporočilnost, s kritiko nepravičnosti in ekscesnosti kapitalističnega sistema, kaže tudi podporo in vero v »ameriške sanje«. Moderni časi so »prikaz razširjenih levičarskih stereotipov s strani bogatih kapitalistov in zatiranih delavcev v tridesetih letih«. Medtem ko Potepuh s sodelavci gara za tekočim trakom, direktor družbe rešuje sestavljanke in bere vice v časopisih. Obsedenost z učinkovitostjo dela in produktivnostjo tekočega traku na koncu pripeljeta Potepuha v norost. To lahko predstavlja »napad na kapitalistično racionalizacijo proizvodnje«. Toda »film tudi zadržano podpre srednji razred, posebej njegov optimizem«. Primer pega je prizor, v katerem Potepuh sanja, da z dekletom živi običajno življenje srednjega razreda.
Potepuh in dekle najdeta zapuščeno barako, v kateri se naselita. Ona skuha poceni zajtrk in skrbi za dom, Potepuh odide na delo. Ta prizor namiguje na življenje v srednjem razredu. Ob koncu filma Moderni časi »se ta zdi narejen tako, da zadovoljuje optimiste srednjega razreda«. Zaradi vseh njunih neuspehov dekle v zadnjem prizoru pravi: »Kakšen je še smisel, da se trudiva«, toda Potepuh odvrne »Glavo pokonci - nikoli ne govori o smrti.« Chaplin je bil edinstven med režiserji nemih komičnih filmov, ne le zaradi svojih komičnih prizorov, ampak tudi zaradi univerzalnosti humorja o družbenih razredih in socialne sporočilnosti. »Kar dela Moderne čase drugačne od Chaplinovih treh predhodnih filmov, sta namigi na politična sporočila in socialni realizem, ki stalno vdirata v Potepuhov svet.« »Nobenem drug komik, pred njim ali po njem, ni posvečal toliko svoje energije upodabljanju življenja delavcev.« »Čeprav tudi drugi filmi prikazujejo življenja priseljencev in urbanih delavcev, ni uspelo nobenemu filmarju pred Chaplinom prikazati njihove izkušnje tako humano in z ljubeznijo«.
Chaplin je v filmu Veliki diktator uporabil dva lika, ki spominjata na Potepuha, toda gre za Chaplinov prvi pravi zvočni film. Navdih za film je izviral iz svoje zunanje podobnosti z nacističnim diktatorjem Adolfom Hitlerjem. To podobnost je izrabil za stvaritev temne različice osebnosti Potepuha v parodiji diktatorja. Židovski brivec, ki ima nekatere značilnosti Potepuha, ne velja za njegovo različico, čeprav se zapleta v nekatere za Potepuha značilne komične prizore. Vidna razlika je v barvi las, brivec ima v laseh siv pramen, Potepuh pa je bil vedno prikazan kot črnolas. Nadalje brivec ne nosi značilnih oblek napačne velikosti in je prikazan kot človek z jasnim poklicem. Tudi njuna osebnost se ne ujema, posebej Potepuhova idealizem in jeza ob prisostvovanju napravicam.

## Chaplinov pogled
Chaplin je razkril, kako je prišel do lika Potepuha v svoji avtobiografiji:
»Želel sem, da je vse v protislovju: hlače ohlapne, plašč tesen, klobuk majhen in čevlji veliki .. Dodal sem brčice z namenom, da bi me postarale, toda ne bi zakrivale mojega izraza. Nisem imel ideje glede osebnosti. Toda v tenutko, ko sem se preoblekel, sem zaradi oblačil in ličil začutil vlogo. Začel sem ga spoznavati in do trenutka, ko sem moral na oder, je bil že v popolnosti rojen. «"